# James Turner (kongresmen)
James Turner (ur. 7 listopada 1783, zm. 28 marca 1861) – amerykański rolnik i polityk.
W latach 1833–1837 przez dwie kadencje Kongresu Stanów Zjednoczonych był przedstawicielem trzeciego okręgu wyborczego w stanie Maryland w Izbie Reprezentantów Stanów Zjednoczonych.